# Liste der Monuments historiques in Sampigny
Die Liste der Monuments historiques in Sampigny führt die Monuments historiques in der französischen Gemeinde Sampigny auf.

## Liste der Immobilien
| Bezeichnung         | Beschreibung                                                                            | Standort                    | Kennzeichnung | Schutzstatus   | Datum     | Bild |
| ------------------- | --------------------------------------------------------------------------------------- | --------------------------- | ------------- | -------------- | --------- | ---- |
| Château de Sampigny | um 1630 für Louis de Guise erbaut, im Ersten Weltkrieg zerstört; mit Wirtschaftsgebäude | Impasse Jeanne d’Arc (Lage) | PA00106628    | Inscrit Classé | 1981 1989 |      |

## Liste der Objekte
| Bezeichnung                        | Beschreibung | Standort                       | Kennzeichnung | Schutzstatus | Datum | Bild |
| ---------------------------------- | --- | ------------------------------ | ------------- | ------------ | ----- | ---- |
| Monstranz                          | Silber, vergoldet, zweite Hälfte des 18. Jahrhunderts; im Centre départemental d’art sacré in Saint-Mihiel deponiert | in der Kirche Ste-Lucie (Lage) | PM55002329    | Inscrit      | 1992  |      |
| Kelch (1)                          | Silber, vergoldet, 1780er Jahre                                                                                      | in der Kirche Ste-Lucie (Lage) | PM55001216    | Classé       | 1996  |      |
| Kelch (2)                          | Silber, vergoldet, erste Hälfte des 19. Jahrhunderts; im Centre départemental d’art sacré in Saint-Mihiel deponiert  | in der Kirche Ste-Lucie (Lage) | PM55002330    | Classé       | 1992  |      |
| Zwei Kännchen für die heiligen Öle | Silber, zwischen 1798 und 1809; im Centre départemental d’art sacré in Saint-Mihiel deponiert                        | in der Kirche Ste-Lucie (Lage) | PM55002333    | Inscrit      | 1993  |      |
| Ziborium                           | Silber, vergoldet, zwischen 1819 und 1838; im Centre départemental d’art sacré in Saint-Mihiel deponiert             | in der Kirche Ste-Lucie (Lage) | PM55002331    | Inscrit      | 1992  |      |
| Skulptur Heilige Agnes             | Stein, farbig gefasst, 17. Jahrhundert; im Centre départemental d’art sacré in Saint-Mihiel deponiert                | in der Kirche Ste-Lucie (Lage) | PM55002332    | Inscrit      | 1992  |      |
| Skulptur Madonna mit Kind          | Kalkstein, 14. Jahrhundert                                                                                           | im Château du Clos (Lage)      | PM55000555    | Classé       | 1988  |      |